# Dorfkirche Demerthin

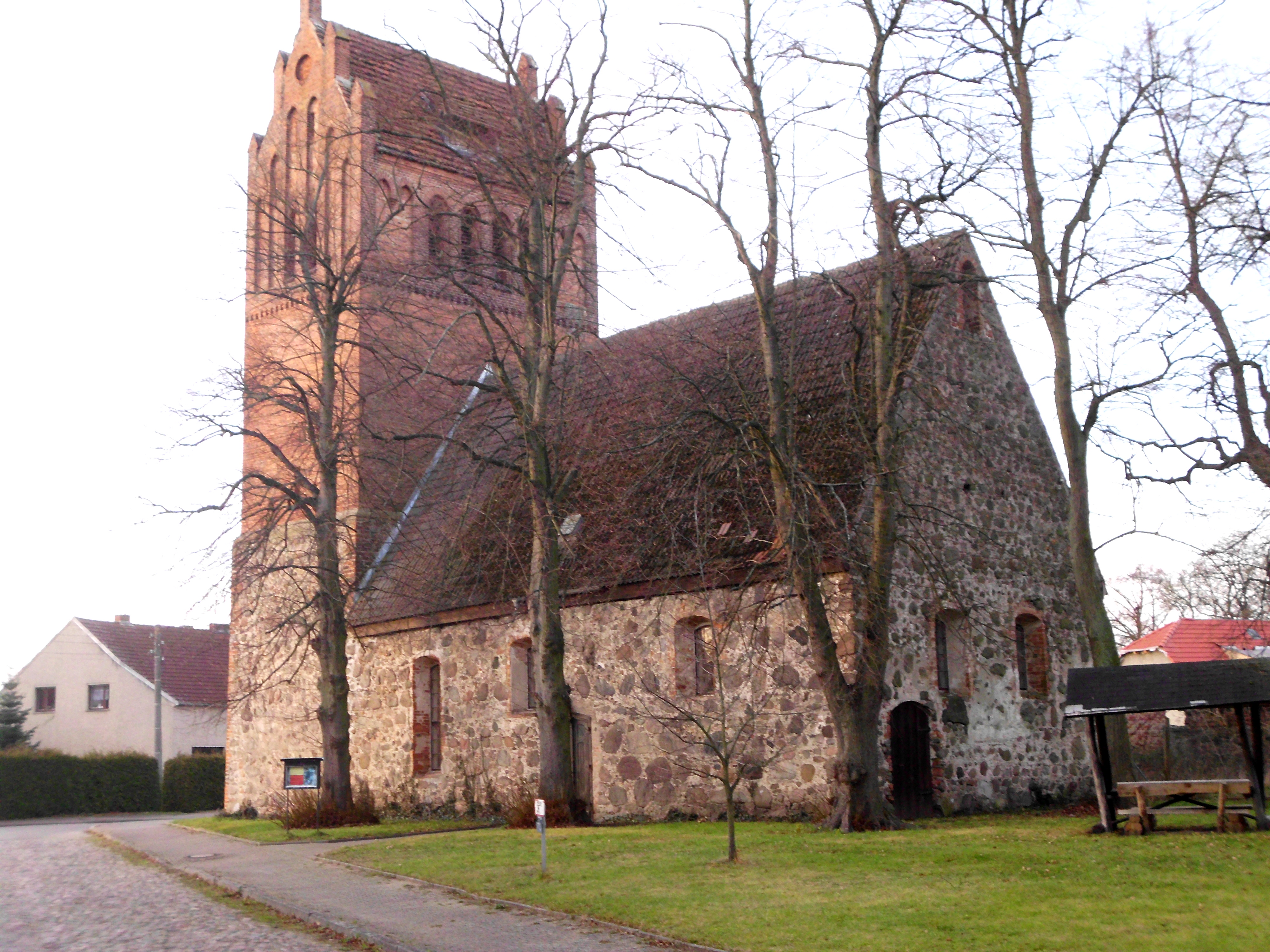
Dorfkirche Demerthin

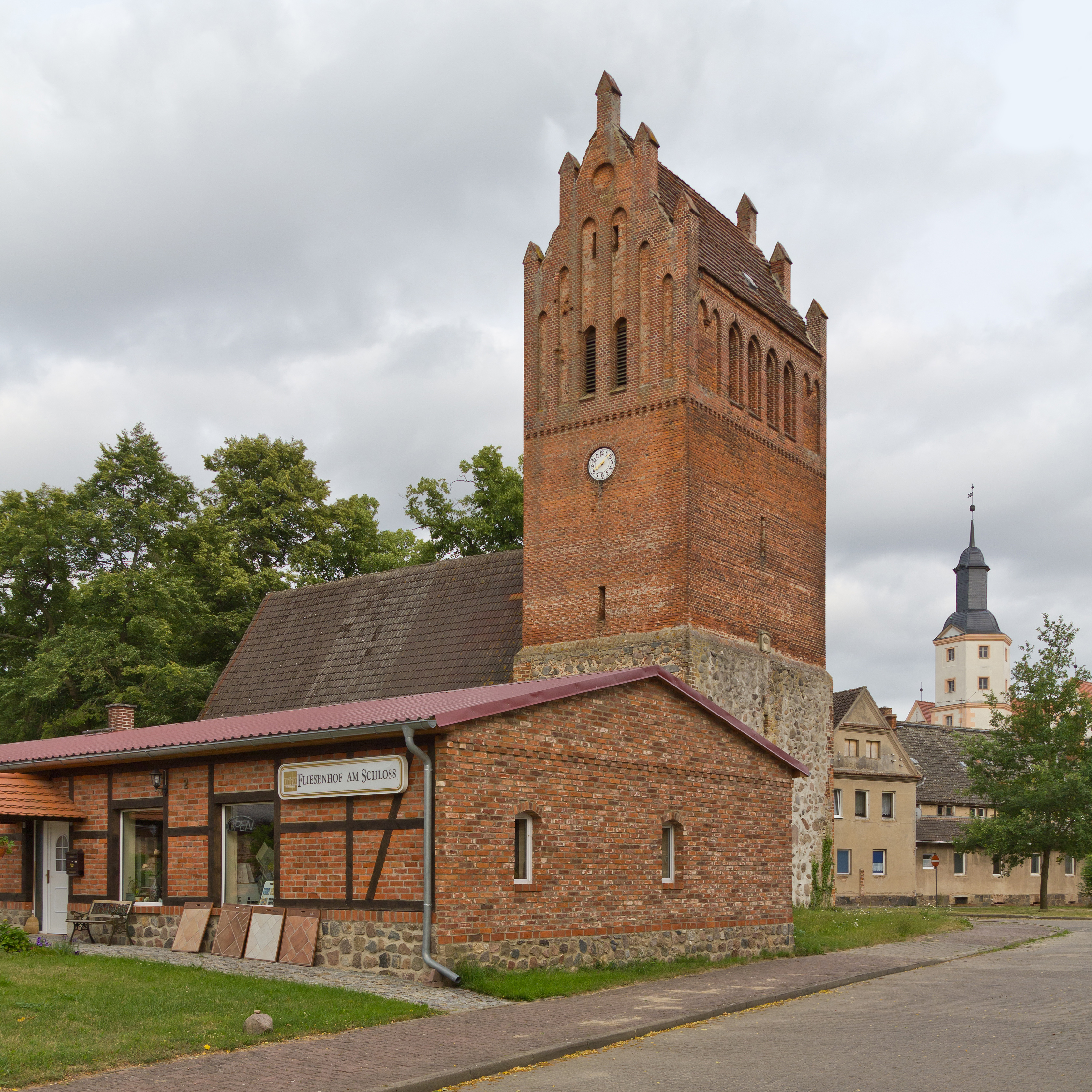
Nordwestansicht mit dem Turm von Schloss Demerthin im Hintergrund

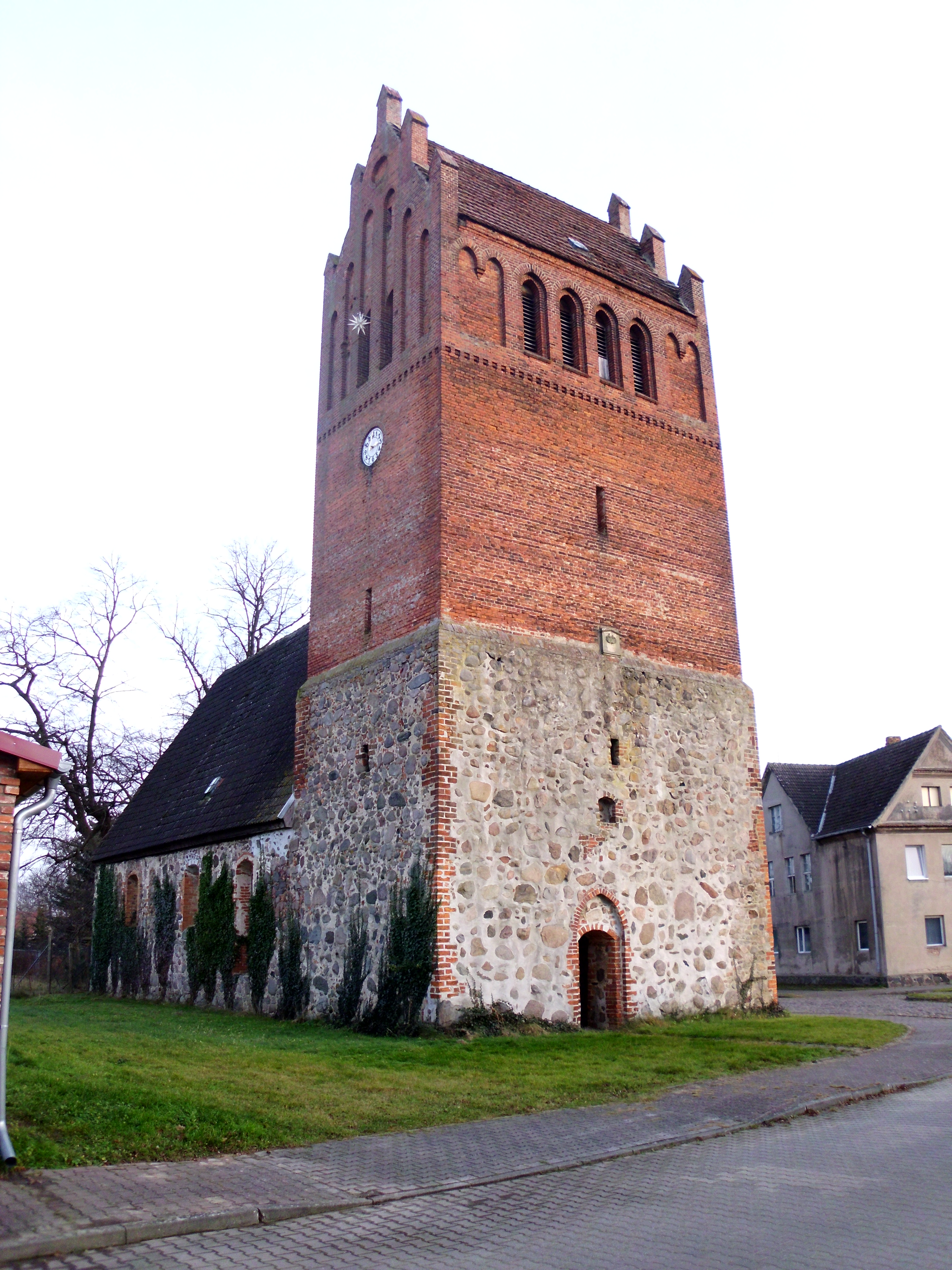
Turm

Die evangelische Dorfkirche Demerthin ist eine spätgotische Saalkirche aus Feldsteinmauerwerk im Ortsteil Demerthin von Gumtow im Landkreis Prignitz in Brandenburg. Sie gehört zur Kirchengemeinde Luchleben im Kirchenkreis Prignitz der Evangelischen Kirche Berlin-Brandenburg-schlesische Oberlausitz und kann nach Anmeldung besichtigt werden.

## Geschichte und Architektur
Die Dorfkirche Demerthin wurde in der zweiten Hälfte des 15. Jahrhunderts als spätgotische Saalkirche in rustikalem Feldsteinmauerwerk erbaut. Der Westquerturm wurde um 1500 erbaut, das Oberteil aus Backstein in neugotischen Formen wurde in den Jahren 1896/97 hinzugefügt. Im Jahr 1541 wurde die Reformation in Demerthin eingeführt. Das Kirchenpatronat hatte von 1438 bis 1945 die Familie von Klitzing inne. Die letzte Patronin war Adda von Klitzing (1876–1956), die im Kirchenkampf der Jahre 1933 bis 1945 der Bekennenden Kirche angehörte und von 1945 bis zu ihrem Tod als Domina im Stift Marienfließ lebte.
Die rechteckige Saalkirche wird von einem stichbogigen Westportal aus Backstein in einer Spitzbogenblende erschlossen, die übrigen Öffnungen wurden in der Barockzeit verändert. Die Öffnung zwischen Schiff und Turm im Innern wurde nachträglich vermauert.
Im östlichen Teil der Kirche wurden in den Jahren 1968/69 Wandmalereien aus dem 15. Jahrhundert freigelegt, die inzwischen verblasst sind. Die zweizonig angeordneten Malereien zeigen die Passion und die Erhöhung Christi im oberen Teil, im unteren Bereich sind Darstellungen aus einem heterogenen Programm mit der Geburt Christi, einer Strahlenkranzmadonna, dem Höllenschlund, den törichten Jungfrauen, dem Weltenrichter und Heiligenmartyrien zu finden. In der Ostwand ist eine Sakramentsnische eingebaut.

## Ausstattung
Das Hauptstück der Ausstattung ist ein reich geschnitzter Kanzelaltar aus der Zeit um 1700, der 1994 restauriert wurde. Der Schalldeckel ist aus dem gekröpften Gesims gebildet und zeigt Christus als Sieger, flankiert von Putten. Die Freifiguren von Moses und Christus aus dem 18. Jahrhundert gehörten ursprünglich nicht dazu. Ein Pastorensitz von 1566 und die architektonisch gegliederte Brüstung des Patronatsgestühls von 1604 ergänzen die Ausstattung.
Die Orgel ist ein Werk von Friedrich Hermann Lütkemüller aus dem Jahr 1862 mit sieben Registern auf einem Manual und Pedal.
Ein rechteckiges Epitaph für Ehrentraut von Klitzing aus dem Jahr 1669 zeigt auf einer Holzunterlage eine bemalte Kupfertafel mit einer Ahnenprobe, dazu plastische Puttenköpfe und einen Totenkopf mit Sanduhr.

Innenraum
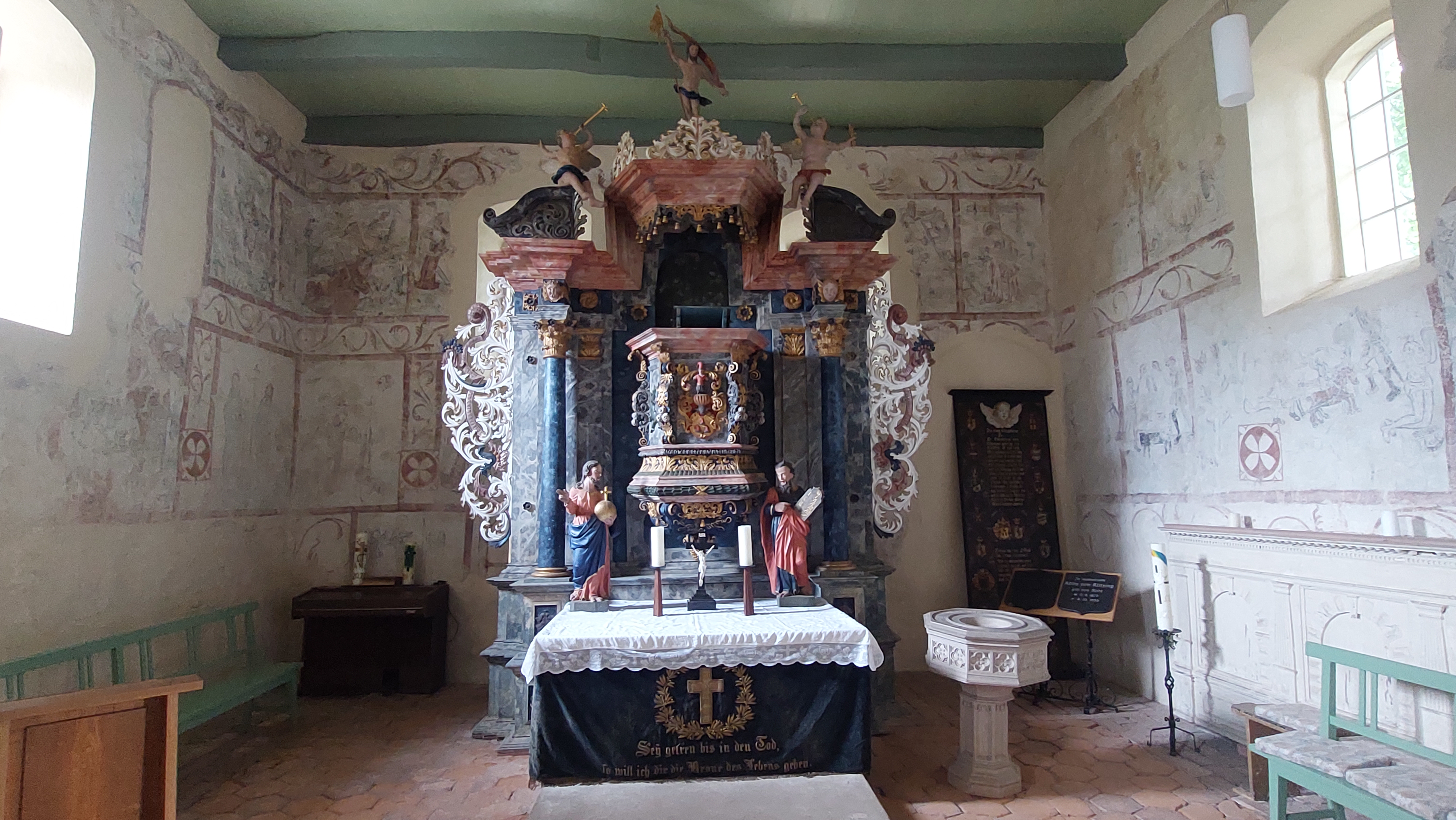
Kanzelaltar
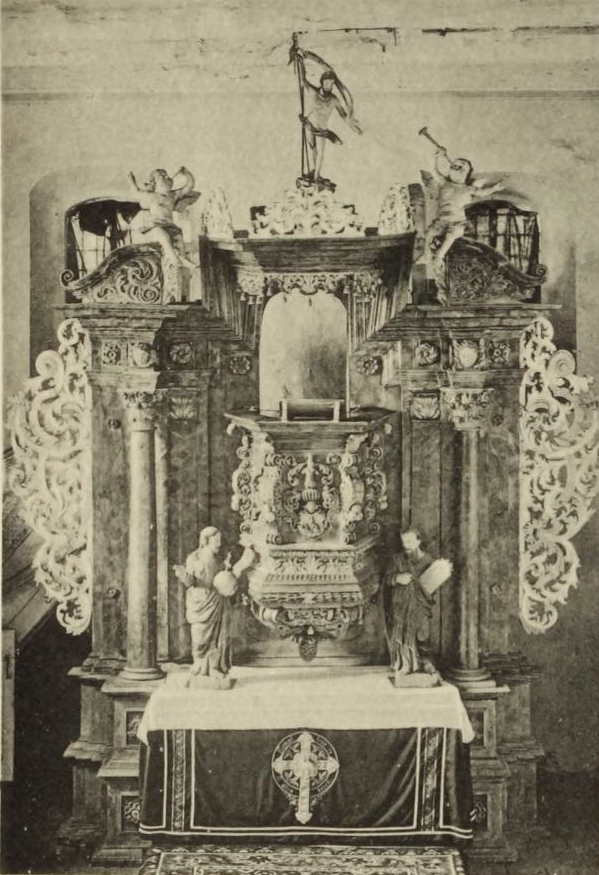
Kanzelaltar um 1900
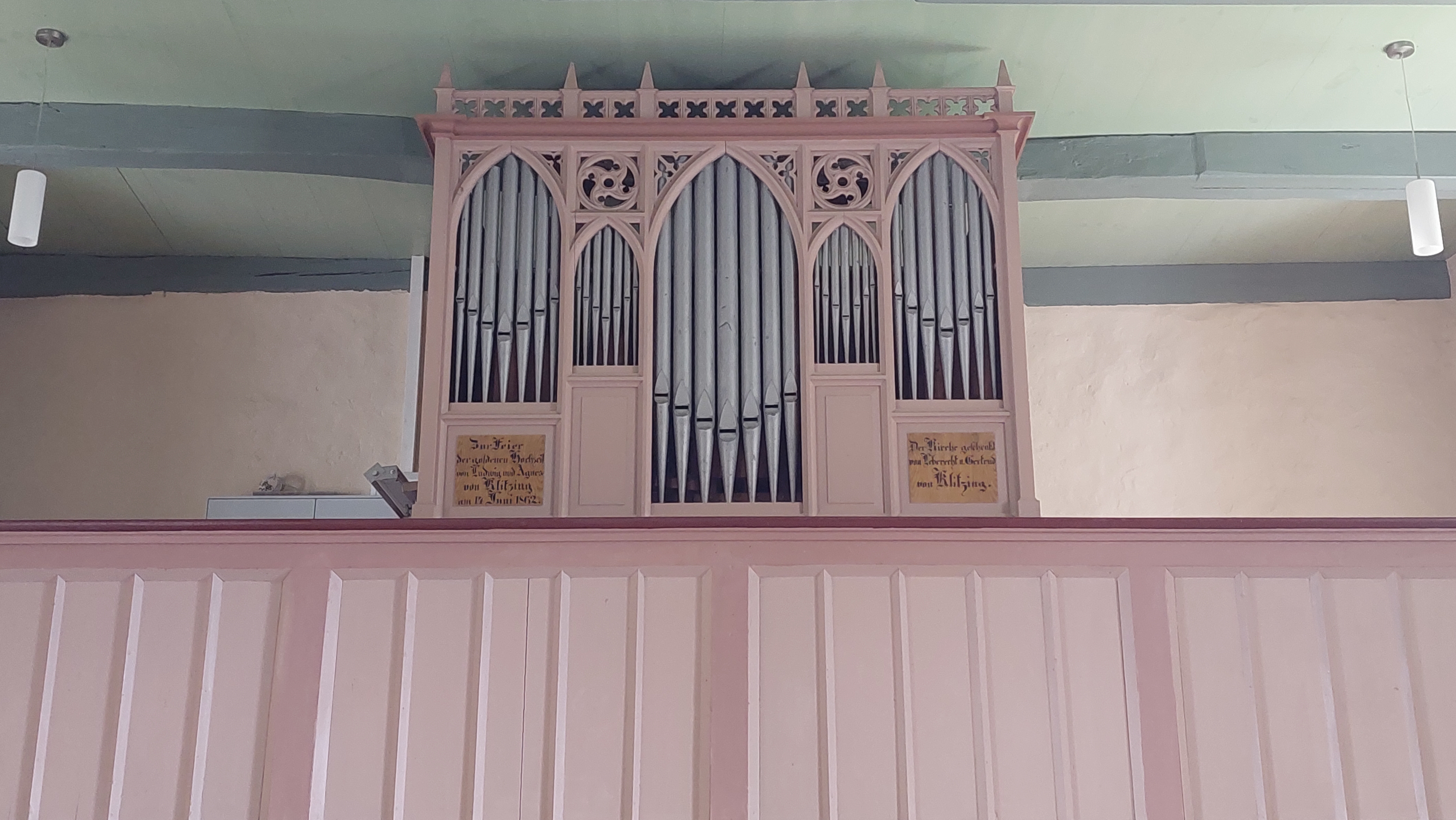
Lütkemüller-Orgel